# Pia Sundhage
Pia Mariane Sundhage født 13. februar 1960) er en svensk forhenværende professionel fodboldspiller og landstræner for Brasiliens kvindefodboldlandshold siden 2019. 
Som fodboldspiller spillede hun det meste af sin karriere som angriber, men spillede også som midtbanespiller og sweeper. Sundhage var hovedtræner for USAs kvindefodboldlandshold fra 2008 til 2012, og i sin tid som træner for USA vandt holdet to olympiske guldmedaljer, først i 2008 og så igen fire år senere i 2012. Holdet vandt også VM-sølv ved VM i fodbold. Sundhage blev i 2012 valgt til FIFA World Coach of the Year. Hun blev cheftræner for Sveriges kvindefodboldlandshold den 1. december 2012.